# Lachendorf
Lachendorf ist eine Gemeinde im Landkreis Celle in Niedersachsen.

## Geografie

### Geografische Lage
Die Gemeinde liegt am Südrand der Lüneburger Heide (südöstlich von Celle). Lachendorf ist Sitz der Samtgemeinde Lachendorf mit den politischen Gemeinden Ahnsbeck, Beedenbostel, Eldingen, Hohne und Lachendorf selbst.
Mit dem Gesetz zur Neugliederung der Gemeinden im Landkreis Celle vom 1. Januar 1972 wurde der Raum Lachendorf abschließend geordnet. Flächenmäßig liegt die Samtgemeinde Lachendorf mit 164,51 km² an dritter Stelle im Kreisgebiet.
Lachendorf liegt am Austritt des Flusses Lachte aus der hier schwachwelligen Südheide in das breite und ebene Urstromtal der Aller. Durch seine erhöhte Lage ist es in der Vergangenheit von Allerhochwassern verschont geblieben.

### Gemeindegliederung

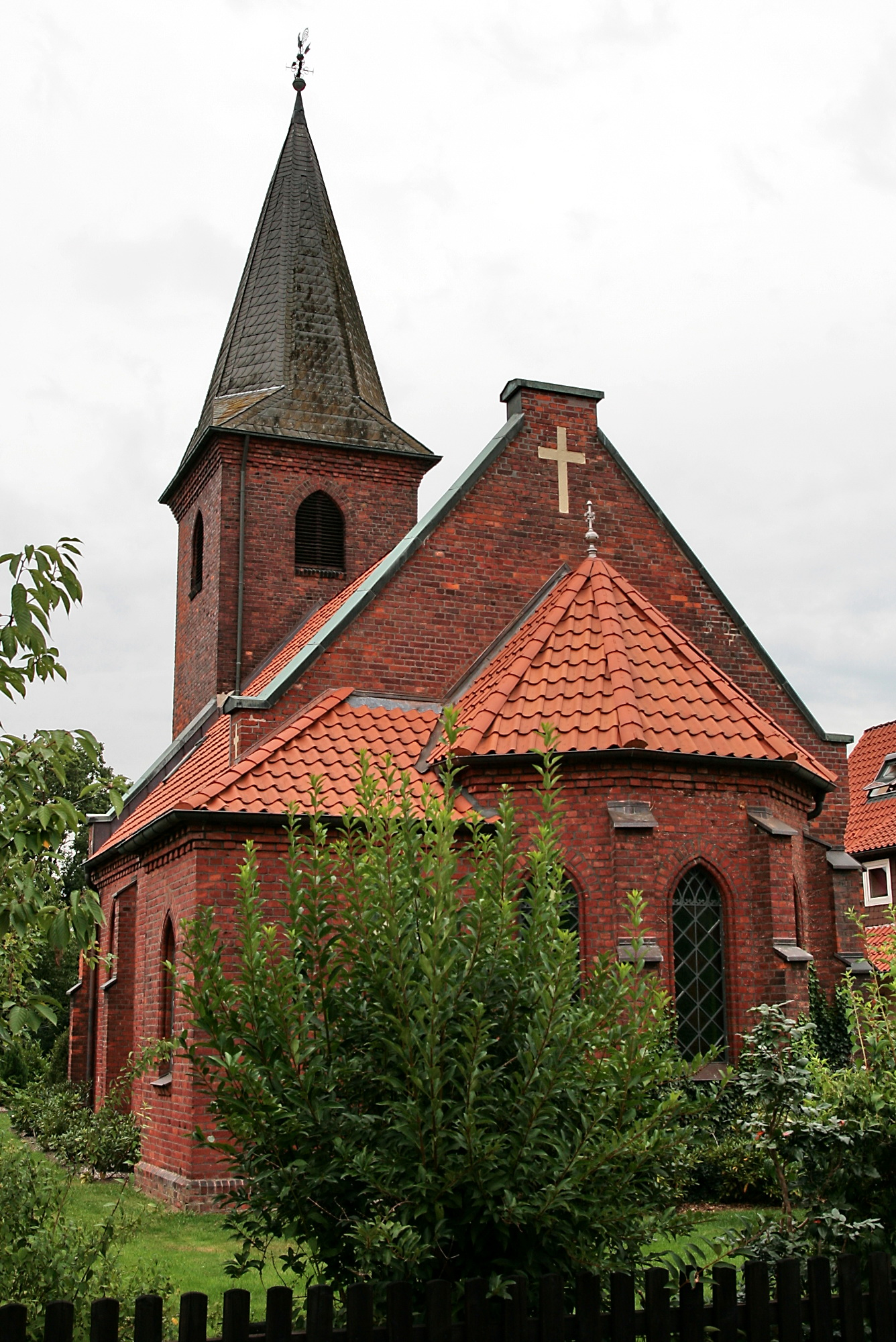
Kirche der Christusgemeinde in Lachendorf

Erste gemeindliche Zusammenschlüsse gab es im Jahr 1968 im Zuge der niedersächsischen Verwaltungsreform.
Die Gemeinde Lachendorf besteht aus den folgenden vier Ortsteilen:
- Bunkenburg
- Gockenholz
- Jarnsen
- Lachendorf

## Geschichte

### Frühzeit
Funde aus der Stein- und Bronzezeit, vornehmlich in den Lachte-Dünen, weisen darauf hin, dass der Lachendorfer Raum schon lange vor unserer Zeitrechnung vom Menschen genutzt wurde.

### Mittelalter
Der heutige Ortsname Lachendorf wird in alten Schriften auch als Lachtendorp oder Lachendorp aufgeführt. Alte Bezeichnungen des Ortes sind um 1196–1197 Locthendorp, 1278 Lachtendorpe, 1278 Lachtendorpe und in 1301 Lochtendorp. Lachendorf bedeutet wohl „Das Dorf an der Lachte“ und ist durch seine Lage am Fluss gegeben. „Lachte“ ist eine sehr alte, wahrscheinlich schon vorgermanische Bildung zu einem Wort für „Teich, See, Wasserstelle, Sumpfwasser“.
Die älteste urkundliche Erwähnung über Lachendorf stammt aus dem Jahre 1353 und ist in einer Aufstellung des Herzogs Wilhelm II. (Braunschweig-Lüneburg) enthalten. Das Schatzregister der Großvogtei Celle von 1438 nennt 18 Hofstellen in Lachendorf, darunter eine Mühle.

### Neuzeit
1538 wählte Herzog Ernst der Bekenner als Standort für eine Papiermühle Lachendorf aus – die Grundlage für eine Ansiedlung von neuen Bewohnern war damit gegeben, und der Ort wurde von nun an durch diese vorindustrielle Manufaktur entscheidend geprägt. Unter der Papiermacherdynastie Pfuhl entstanden als Tochtergründungen auch die Walsroder Papiermühle und die Bommelser Papiermühle in Bomlitz.
1845 begann der Ausbau der Papiermühle zu einer Papierfabrik. Das expandierende Unternehmen zog weitere Arbeitskräfte nach Lachendorf, sodass die Einwohnerzahl von 445 im Jahre 1848 auf 1911 im Jahre 1900 anstieg. Von der 1904 eröffneten Kleinbahnstrecke Celle–Wittingen wurde ein Anschlussgleis zur Papierfabrik gelegt.

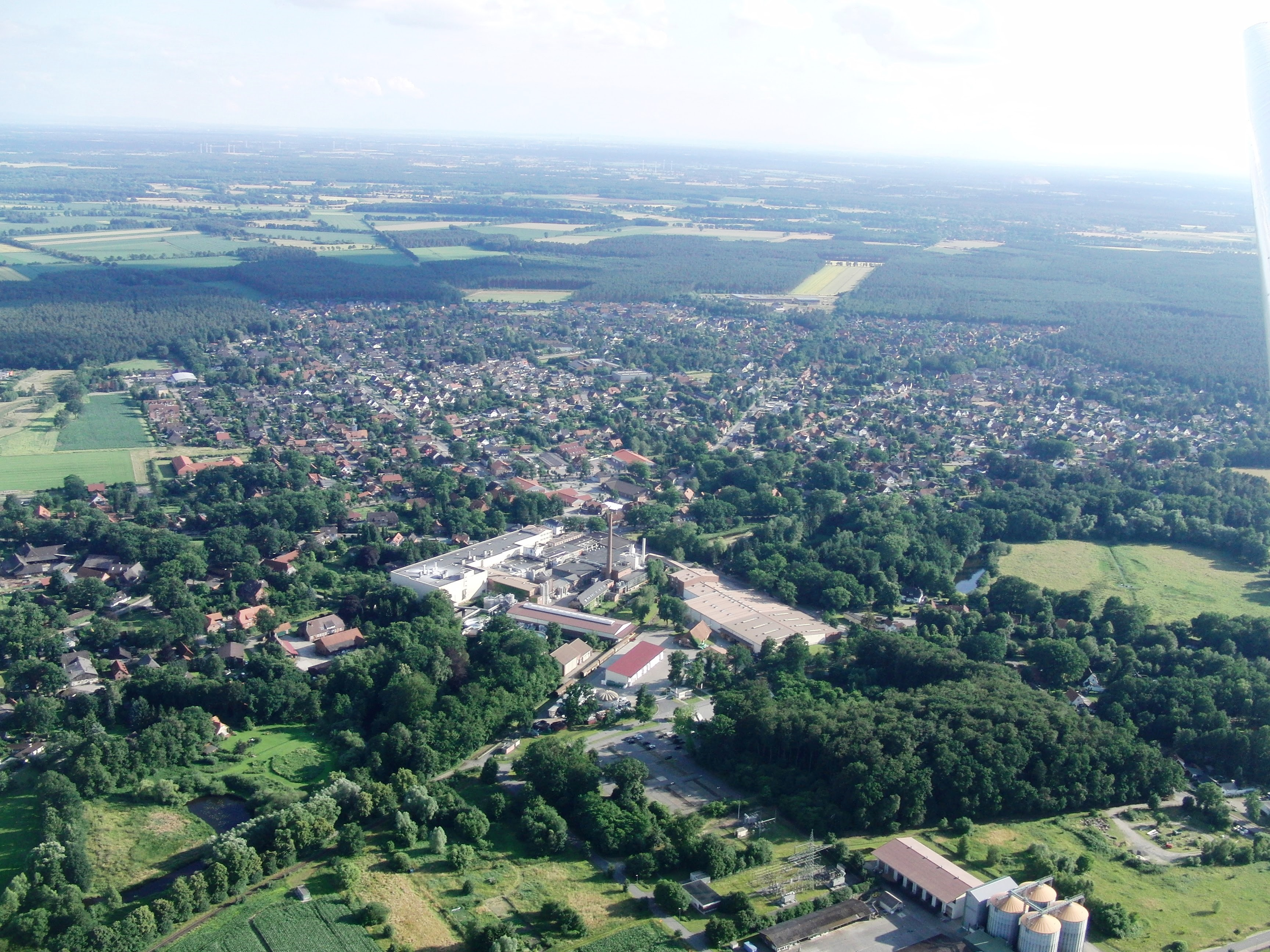

### Gegenwart
Lachendorf gehörte bis zum 31. Dezember 2004 zum Regierungsbezirk Lüneburg, der infolge einer Verwaltungsreform mit Ablauf dieses Datums aufgelöst wurde.

### Eingemeindungen
Am 1. Januar 1973 wurden die Gemeinden Bunkenburg, Gockenholz und Jarnsen eingegliedert.

### Einwohnerentwicklung
- 31.12.1900: 1152 Einwohner
- 31.12.1925: 1338 Einwohner

Einwohnerentwicklung von Lachendorf von 1900 bis 2018 nach nebenstehender Tabelle

- 06.06.1961: 1969 Einwohner 
(mit den später eingemeindeten Orten 2602 Einwohner)[5]
- 27.05.1970: 2586 Einwohner 
(mit den später eingemeindeten Orten 3249 Einwohner)[5]
- 01.01.1973: 3467 Einwohner
- 31.12.1986: 4069 Einwohner
- 31.12.1994: 4852 Einwohner
- 30.06.2005: 5785 Einwohner
- 31.08.2010: 6201 Einwohner
- 31.12.2011: 5844 Einwohner
- 31.12.2018: 6490 Einwohner

## Religionen

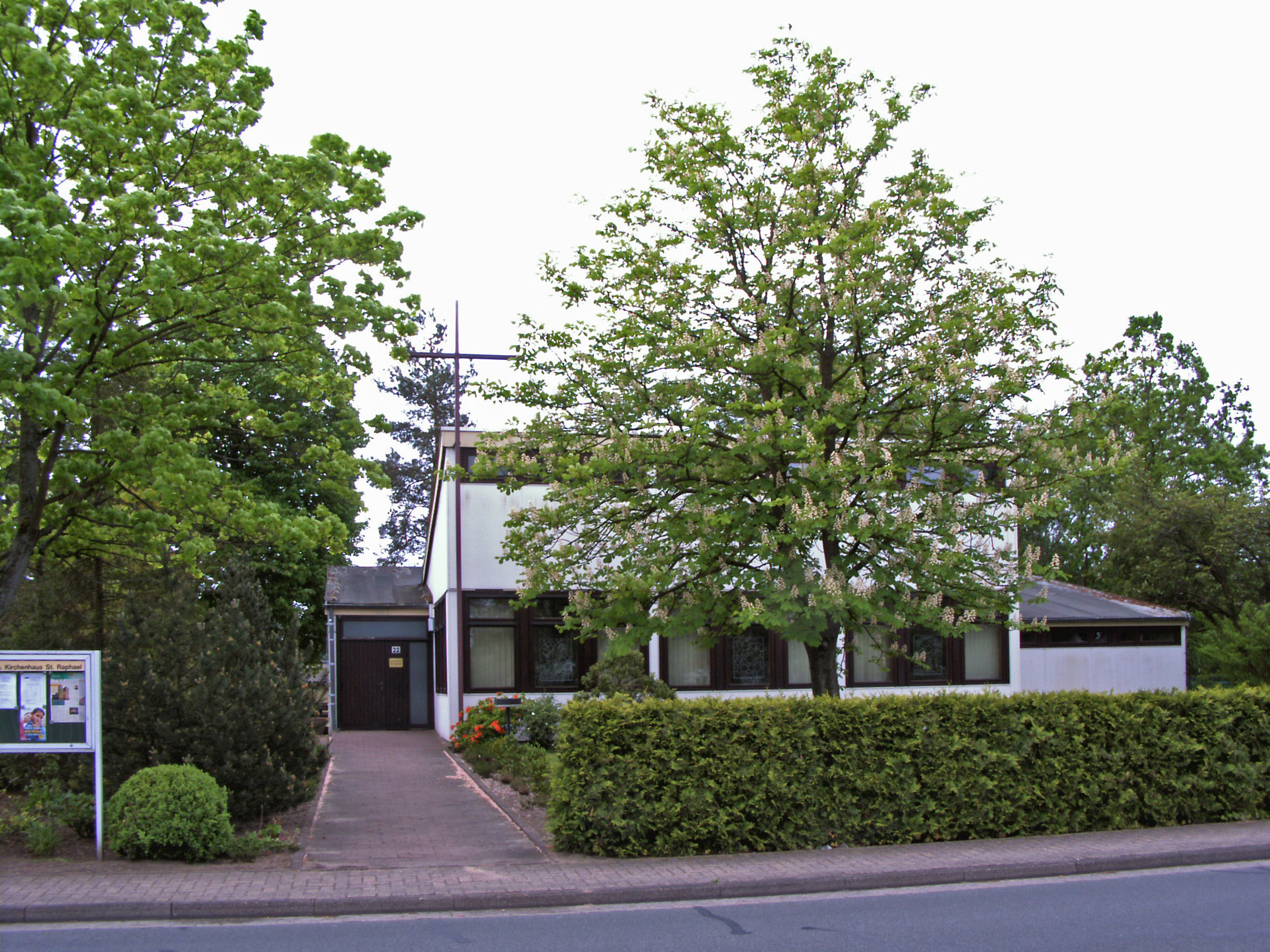
St. Raphael-Kirchhaus

In Lachendorf befindet sich im Brömmerkamp die Kirche Arche Noah der Evangelisch-lutherischen Kirchengemeinde Lachendorf, die zum Kirchenkreis Celle gehört.
Sowie in der Kirchstraße die Kirche der Christusgemeinde, die zum Pfarrbezirk Celle-Lachendorf der Selbständigen Evangelisch-Lutherischen Kirche (SELK) gehört.
Das römisch-katholische Kirchhaus St. Raphael wurde 1968 am Heidkamp erbaut, seit 2006 gehört es zur Pfarrgemeinde St. Ludwig in Celle. Zuvor diente seit etwa 1954 ein in Lachendorf aufgestellter Kapellenwagen der Ostpriesterhilfe als katholische Kapelle. Die Gemeinden sind Teil des Bistums Hildesheim.
Die Neuapostolische Kirche, Westerfeld 16, wurde geschlossen. Sie gehörte zum Kirchenbezirk Hannover Nord. Das Gebäude wurde verkauft und wird heute für Wohnzwecke genutzt.

## Politik

### Gemeinderat
Der Rat der Gemeinde Lachendorf setzt sich aus 19 Ratsfrauen und Ratsherren zusammen. Dies ist die gemäß § 46 NKomVG festgelegte Anzahl für eine Gemeinde mit einer Einwohnerzahl zwischen 6.001 und 7.000 (18+1). Die Ratsmitglieder werden durch eine Kommunalwahl für jeweils fünf Jahre gewählt. Stimmberechtigt im Rat ist außerdem der Bürgermeister.
Bei der Kommunalwahl 2021 ergab sich folgende Sitzverteilung:
| Gemeinderat 2021Insgesamt 19 Sitze - SPD: 4 - Grüne: 2 - UB: 4 - FDP: 3 - CDU: 5 - AfD: 1 |

Die letzten Kommunalwahlen ergaben die folgenden Sitzverteilungen:
| Wahljahr | CDU | SPD | UB 1 | FDP | Grüne | AfD | Linke | Gesamt   |
| -------- | --- | --- | ---- | --- | ----- | --- | ----- | -------- |
| 2021     | 5   | 4   | 4    | 3   | 2     | 1   | 0     | 19 Sitze |
| 2016     | 5   | 5   | 4    | 2   | 2     | -   | 1     | 19 Sitze |
| 2011     | 5   | 7   | 3    | 2   | -     | -   | -     | 17 Sitze |
| 2006     | 6   | 7   | 2    | 2   | -     | -   | -     | 17 Sitze |
| 2001     | 6   | 6   | 3    | 1   | 1     | -   | -     | 17 Sitze |

### Bürgermeister
Bürgermeister der Gemeinde Lachendorf ist zurzeit Hartmut Ostermann (CDU).

### Gemeindepartnerschaft
Lachendorf unterhält eine Gemeindepartnerschaft mit der ehemaligen Gemeinde Bricquebec (Normandie, Frankreich, heute Ortsteil der Gemeinde Bricquebec-en-Cotentin).

### Wappen
Das Wappen der Gemeinde Lachendorf ist identisch mit dem der Samtgemeinde Lachendorf. Es wurde 1968 genehmigt. Es zeigt auf blauem Grund ein Mühlenrad, einen silbernen Wellenbalken und darunter eine goldene Ähre über silbernem Pflug.

## Wirtschaft und Infrastruktur

### Verkehr
Die Gemeinde Lachendorf liegt an der Landesstraße 282 (L 282) zwischen Celle und Wittingen. Gelegentlich fahren noch Heide-Bahn-Züge auf der Strecke der ehemaligen Lachtetalbahn (betrieben von der OHE) durch die Gemeinde.

### Unternehmen

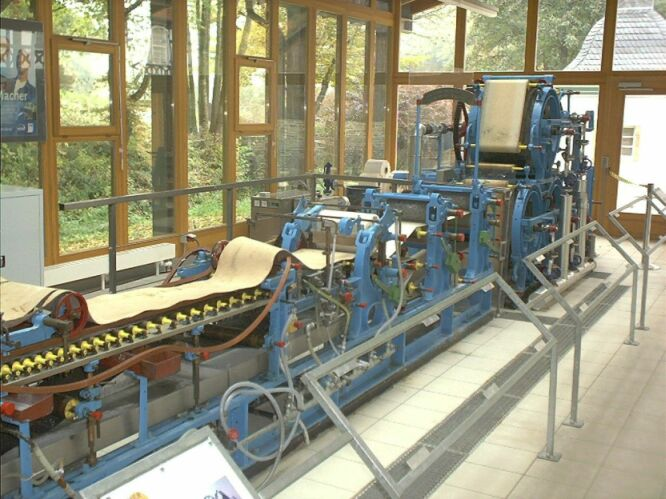
Papierproduktion

Der Papierhersteller Drewsen Spezialpapiere produziert am Standort Lachendorf Spezialpapiere.
Die BWV Betonwerk Lachendorf GmbH & Co.KG ist seit über 25 Jahren als produzierendes Gewerbe für Pflastersteine und Kanalbaukomponenten aus Beton in Lachendorf ansässig.
Die 2002 gegründete trickWILK GmbH in Lachendorf ist spezialisiert auf die Erstellung von DCP (Digital-Cinema-Packages), 35-mm- und 16-mm-Filmrecording (Fazen) und die Restaurierung von Filmen. Eine weitere Niederlassung der trickWILK GmbH befindet sich in Berlin.
Der in den Medien als „Promi-Bäcker“ und als Zulieferer der gehobenen Gastronomie bekannte Bäcker Jochen Gaues hatte bis 2022 in Lachendorf seine Backstube.

### Medien
In Lachendorf wird der monatliche Anzeiger Mitteilungsblatt der Samtgemeinde Lachendorf publiziert und kostenlos an alle Haushalte in der Samtgemeinde verteilt.

### Bildung

#### Schulen

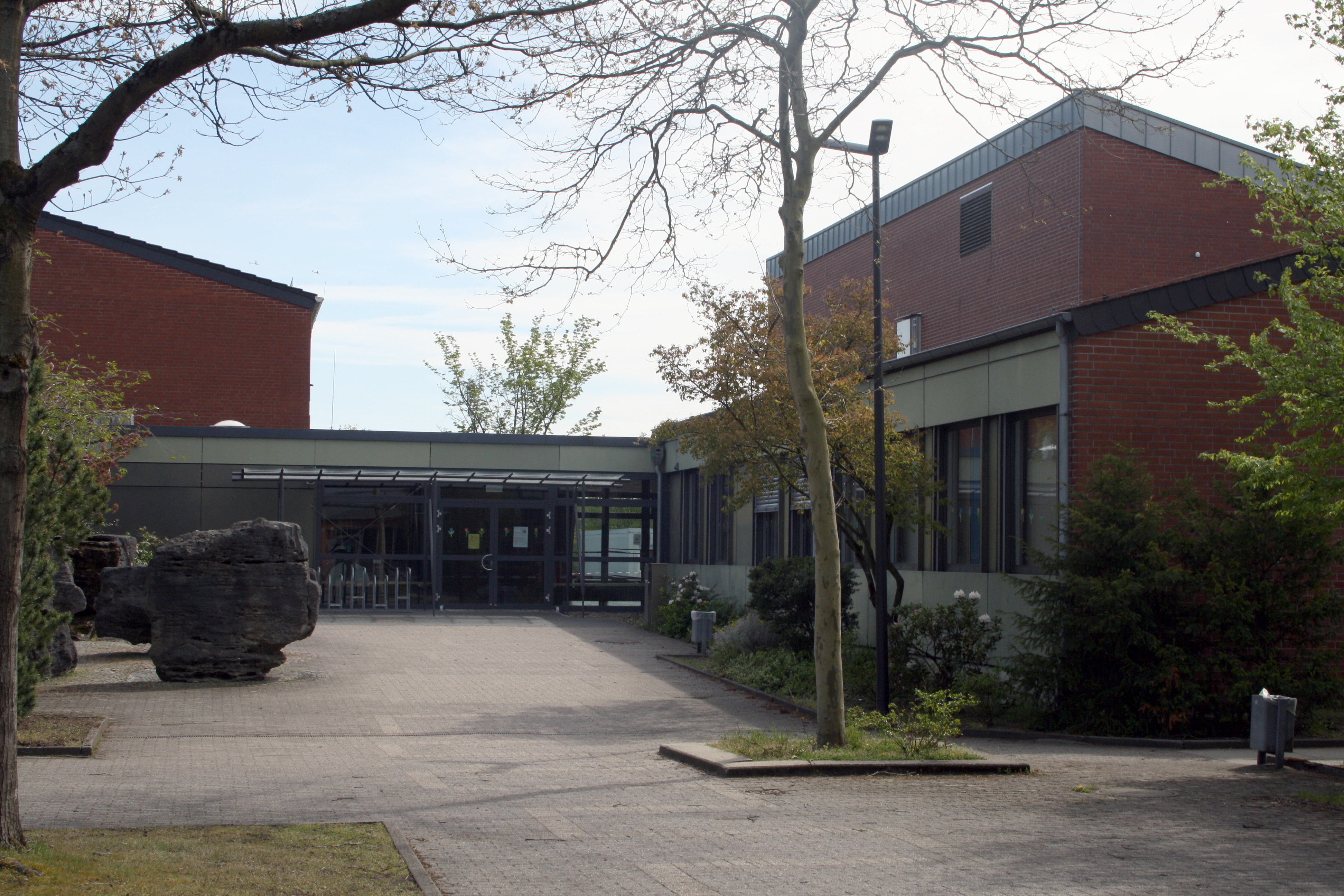
Haupteingang der Oberschule in Lachendorf

In Lachendorf gibt es die Ikarus Grundschule sowie die Oberschule Lachendorf, die aus der Zusammenlegung der Geschwister-Scholl Schule (Hauptschule) und der Realschule Lachendorf entstanden ist, sowie das 2006 fertiggestellte Gymnasium Lachendorf, das nun Immanuel-Kant-Gymnasium heißt.
Die Realschule Lachendorf hatte ihren Ursprung in der Kreismittelschule Westercelle. Nachdem das Gebäude in Westercelle aufgrund der gestiegenen Schülerzahlen zu klein geworden war, wurde 1964 der Bau einer neuen zweizügigen Mittelschule genehmigt. Als Standort wurde Altenhagen festgelegt, um die Schulwege der Schüler und Schülerinnen aus den nördlichen Kreisgebieten zu verkürzen.
Aufgrund der schulpolitischen Zielsetzungen des Landes Niedersachsen und als Folge der Gebietsreform entschied sich der Landkreis Celle als Schulträger 1976 für den Neubau einer Realschule in Lachendorf. 1977 fand die Grundsteinlegung in Lachendorf statt und 1979 wurde der Unterrichtsbetrieb an der Realschule Lachendorf aufgenommen.

### Sport
Der älteste Verein Lachendorfs ist der Schützenverein Lachendorf von 1881 e. V. Das 1996 in Eigenleistung fertiggestellte Schützenhaus ist Austragungsort zahlreicher sportlicher Wettkämpfe. Die Lachendorfer Schützen wähnen mehrere Landes- sowie Kreismeister in ihren Reihen.
Seit der Gründung des Fußballclubs FC Lachendorf im Jahr 1985 sind im Ort zwei Vereine, die den Fußballsport beherbergen, koexistent. Der mitgliederstärkste Verein, TuS Lachendorf, betreut mehrere Sparten und wurde im Jahr 1926 gegründet. Außerdem wurde im Jahr 1981 der Tennis-Verein Lachendorf ins Leben gerufen. Auch der Volleyballverein des TuS Lachendorf war schon überregional erfolgreich.

#### Sportstätten
In Lachendorf befinden sich drei Sporthallen, wobei diese der Grund- und Hauptschule sowie dem Gymnasium zugeordnet werden müssen. Das Lachtestadion, dessen Fertigstellung im Jahr 1981 vollendet wurde, ist die größte Sportanlage der Gemeinde Lachendorf. Eine Tennisanlage mit sechs Außen- und drei Innenplätzen ist zudem vorhanden.
In direkter Nachbarschaft liegt das 1996 in Eigenleistung entstandene Schützenhaus, das seitdem als Ort der schießsportlichen Wettkämpfe auch über die Grenzen der Samtgemeinde hinaus bekannt ist.
Am nordöstlichen Samtgemeinderand in Metzingen liegt der Segelflugplatz „Berliner Heide“ welcher vom Verein für Luftsport Südheide betrieben wird.

## Persönlichkeiten
- Wilhelm Trumann, Ururgroßvater des 33. Präsidenten der USA, Harry S. Truman[14]
- Heinrich Severloh (1923–2006), Wehrmachtssoldat und Maschinengewehrschütze auf Omaha-Beach
- Konstantin Rausch (* 1990), Fußballspieler